# Loét da
Loét da là vết loét trên da hoặc màng nhầy, kèm theo sự tan rã của mô.  Loét có thể dẫn đến mất hoàn toàn lớp biểu bì và thường là một phần của lớp hạ bì và thậm chí là mỡ dưới da.  Loét là phổ biến nhất trên da của chi dưới và trong đường tiêu hóa.  Một vết loét xuất hiện trên da thường có thể nhìn thấy như một mô bị viêm với một vùng da đỏ.  Một vết loét da thường có thể nhìn thấy trong trường hợp tiếp xúc với nóng hoặc lạnh, kích ứng hoặc có vấn đề với lưu thông máu.  Chúng cũng có thể được gây ra do thiếu khả năng vận động, gây ra áp lực kéo dài trên các mô.  Sự căng thẳng này trong tuần hoàn máu được chuyển thành loét da, thường được gọi là loét giường hoặc loét do tư thế nằm.  Loét thường bị nhiễm trùng, và các dạng mủ.

## Dấu hiệu và triệu chứng
Loét da xuất hiện dưới dạng miệng hố mở, thường tròn, với các lớp da bị xói mòn.  Vùng da xung quanh vết loét có thể đỏ, sưng và đau.  Bệnh nhân có thể cảm thấy đau trên da xung quanh vết loét và chất lỏng có thể chảy ra từ vết loét.  Trong một số trường hợp, loét có thể chảy máu và hiếm khi bệnh nhân bị sốt.  Loét đôi khi dường như không lành; chữa lành, nếu nó xảy ra, có xu hướng chậm.  Loét tự lành trong vòng 12 tuần thường được phân loại là cấp tính, và kéo dài hơn là mãn tính.
Loét phát triển theo từng giai đoạn.  Ở giai đoạn 1 da có màu đỏ với mô mềm bên dưới.  Trong giai đoạn thứ hai, màu đỏ của da trở nên rõ rệt hơn, sưng xuất hiện và có thể có một số mụn nước và mất lớp da bên ngoài.  Trong giai đoạn tiếp theo, da có thể bị hoại tử xuống qua các lớp sâu của da, và chất béo bên dưới da có thể bị lộ và nhìn thấy.  Ở giai đoạn 4, hoại tử sâu hơn thường xảy ra, chất béo bên dưới da bị lộ ra hoàn toàn, và cơ cũng có thể bị lộ ra.  Trong hai giai đoạn cuối, cơn đau có thể làm mất nhiều chất béo và hoại tử cơ hơn; trong trường hợp nghiêm trọng, nó có thể hoại tử đến tận xương, sự phá hủy xương có thể bắt đầu và có thể có nhiễm trùng khớp.
Loét mãn tính có thể gây đau đớn.  Hầu hết bệnh nhân phàn nàn về cơn đau liên tục vào ban đêm và vào ban ngày.  Các triệu chứng loét mãn tính thường bao gồm đau ngày càng tăng, mô hạt dễ vỡ, mùi hôi và vỡ vết thương thay vì lành.  Các triệu chứng có xu hướng xấu đi khi vết thương đã bị nhiễm trùng.
Loét da tĩnh mạch có thể xuất hiện ở chân dưới, phía trên bắp chân hoặc ở mắt cá chân dưới thường gây ra đau và sưng chân.  Nếu những vết loét này bị nhiễm trùng, chúng có thể phát triển mùi khó chịu, tăng đau và đỏ.  Trước khi vết loét hình thành rõ ràng, có thể có một làn da đỏ hoặc tím sẫm trên khu vực bị ảnh hưởng cũng như làm dày, khô và ngứa da.
Mặc dù thoạt nhìn có vẻ không đáng lo ngại lắm, nhưng chúng là tình trạng đáng lo ngại đặc biệt là ở những người mắc bệnh tiểu đường, vì họ có nguy cơ mắc bệnh thần kinh tiểu đường.
Loét cũng có thể xuất hiện ở má, vòm miệng mềm, lưỡi và bên trong môi dưới.  Những vết loét này thường kéo dài từ 7 đến 14 ngày và có thể gây đau.